# Ассоциация Атлантического договора
Ассоциа́ция Атланти́ческого догово́ра (англ. The Atlantic Treaty Association, ATA) — международная общественная организация зонтичного типа, призванная укреплять сотрудничество народов стран Евроатлантического пространства. Основной целью деятельности является координация усилий по формированию общего понимания безопасности среди стран членов и партнеров НАТО.

## История
Ассоциация Атлантического договора (ААД) создана на первой Ассамблее добровольных национальных организаций 14 стран-членов НАТО, которая состоялась в Гааге 18 июня 1954 года, при поддержке евроатлантических лидеров и политиков.
С начала 90-х годов ААД регулярно принимает в свои ряды ассоциированных членов национальные добровольные и неправительственные организации, созданные в странах — партнерах НАТО. Ассоциированными членами сейчас являются 18 ассоциаций. Согласно уставу ААД ассоциированные члены становятся действительными, причем их статус равен статусу членов-учредителей, когда их страны становятся членами НАТО и их новое положение признано Ассамблеей ААД на
предложение Совета АТА.
Начиная с 1955 года в разных странах, которые представляют члены Ассоциации, ежегодно проводятся Генеральные Ассамблеи ААД (ГА ААД), во время которых обсуждаются важные вопросы оценки состояния международных отношений и дальнейшего сотрудничества евроатлантического сообщества.
После 1999 года, вследствие изменений в уставе Ассамблея ААД может по представлению Совета предоставлять статус наблюдателя неправительственным организациям из стран, участвующих в Средиземноморском диалоге, или тех, которых непосредственно или в результате географического расположения затрагивают проблемы евро-атлантической безопасности, даже если они не подписали соглашение о Партнерстве во имя мира.
По состоянию на 2014 год ААД объединяет 42 общественные организации из стран, которые являются членами Альянса, а также из стран-участников программы «Партнёрство во имя мира».

## Цели
Целями ААД и национальных организаций, входящих в нее, являются:
- информировать общественность относительно задач и обязанностей Организации Североатлантического договора;
- проводить исследования разнообразных целей и видов деятельности НАТО и их распространения в странах Центральной и Восточной Европы, как и развитию Средиземноморского диалога НАТО;
- способствовать развитию солидарности людей Североатлантического региона и тех, чьи страны участвуют в программе «Партнерство ради мира»;
- способствовать развитию демократии;
- развивать сотрудничество между всеми организациями-членами для содействия достижению вышеупомянутых целей.

## Члены Ассоциации Атлантического договора
Члены Ассоциации Атлантического договора:
| Страна         | Название                                                          |
| -------------- | ----------------------------------------------------------------- |
| Бельгия        | Бельгийская Атлантическая Ассоциация                              |
| Великобритания | Атлантический Совет Великобритании                                |
| Венгрия        | Венгерская Атлантический Совет                                    |
| Греция         | Греческая Ассоциация Атлантического и Европейского Сотрудничества |
| Дания          | Датская Атлантическая Ассоциация                                  |
| Исландия       | Ассоциация Западного Сотрудничества                               |
| Испания        | Испанский Атлантическая Ассоциация                                |
| Италия         | Итальянский Атлантический Комитет                                 |
| Канада         | Атлантический Совет Канады                                        |
| Люксембург     | Люксембургский Атлантический Комитет                              |
| Нидерланды     | Нидерландский Атлантический Комитет                               |
| Германия       | Немецкое Атлантическое Общество                                   |
| Норвегия       | Норвежский Атлантический Комитет                                  |
| Польша         | Польский Атлантический Клуб                                       |
| Португалия     | Португальский Атлантический Комитет                               |
| США            | Атлантический Совет Соединённых Штатов Америки                    |
| Турция         | Турецкий Атлантический Комитет                                    |
| Франция        | Ассоциация Атлантических Обществ                                  |
| Чехия          | Чешская Атлантическая Комиссия                                    |

## Ассоциированные члены Ассоциации Атлантического договора
Ассоциированные члены Ассоциации Атлантического договора:
| Страна             | Название                                                 |
| ------------------ | -------------------------------------------------------- |
| Австрия            | Австрийская Евроатлантическая Ассоциация                 |
| Азербайджан        | Азербайджанская Ассоциация Атлантического Сотрудничества |
| Албания            | Албанская Атлантическая Ассоциация                       |
| Болгария           | Атлантический Клуб Болгарии                              |
| Грузия             | Грузинская Ассоциация Атлантического Сотрудничества      |
| Латвия             | Латвийская Трансатлантическая Организация                |
| Литва              | Литовская Ассоциация Атлантического Договора             |
| Молдова            | Молдавская Евроатлантическая Ассоциация                  |
| Северная Македония | Евроатлантический Клуб                                   |
| Россия             | Ассоциация Евроатлантического Сотрудничества             |
| Румыния            | Евроатлантический Центр                                  |
| Словакия           | Словацкая Атлантическая Комиссия                         |
| Словения           | Атлантический Совет Словении                             |
| Украина            | Атлантический Совет Украины                              |
| Финляндия          | Атлантический Совет Финляндии                            |
| Хорватия           | Атлантический Совет Хорватии                             |
| Швеция             | Атлантический Совет Швеции                               |

## Ссылка
https://web.archive.org/web/20140812205141/http://www.ata-sec.org/index.php — Официальный сайт